# Тисни на газ (фільм)
Тисни на газ (англ. Balls to the Wall) — американська комедія.

## Сюжет
Наречена рядового комп'ютерника Бена мріє про розкішне весілля. Щоб заробити гроші, Бен погоджується на сумнівну пропозицію: виступати в стриптиз-клубі.

## У ролях
- Джо Херслі — Бен Камеліно
- Дженна Деван-Тейтум — Рейчел Метьюз
- Мімі Роджерс — місіс Метьюз
- Крістофер Мак-Дональд — містер Метьюз
- Коллін Кемп — Морін
- Антоніо Сабато — дядько Свен
- Нік Ф'ю - Сніговик
- Метью Фелкер - Чед Голштейн
- Дастін Ібарра — Льюїс Гарднер
- Реймонд О'Коннор - Берні Найлз
- Фреда Фо Шен — Міс Вотсон
- Дін Остін — офіцер Вільямс
- Марк Адейр-Ріос — офіцер Санчес
- Логан Хардвік — Li'l Бен
- Джой Горінг — мати Li'l Бена
- Джон Баттерфілд — тато Li'l Бена
- Байрон Філд — дядько Тед
- Сьюзен Йіглі — весільний планувальник
- Реймонд О'Коннор — Берні Найлс
- Гебріел Тайгерман — Едді Найлс
- Дженіка Бергер — Кенді Лейн
- Біллі Драго — Бельтагор